# Carcinogênese
O termo carcinogênese (português brasileiro) ou carcinogénese (português europeu) se refere ao processo de formação do câncer. O cancro é caraterizado por ser uma proliferação anormal de células indiferenciadas. Esta proliferação e desdiferenciação celular possui etiologia mutacional que ocorre devido a fatores quimicos, fisicos ou biológicos.

## Etapas
Destinguem-se 4 etapas na formação do cancro
- Iniciação: Quando ocorre a primeira mutação não se verificando alteração no fenótipo.
- Promoção: A célula desenvolve-se de acordo com a mutação que ocorreu e verifica-se já alteração fenotipica.
- Proliferação: Proliferação das células com a mutação bem como uma acumulação de mutações na mesma.
- Invasão: A hipóxia induzida pelo tumor leva à Angiogênese que irá possibilitar a invasão de outros tecidos através da Metástase.

## Neoplasia

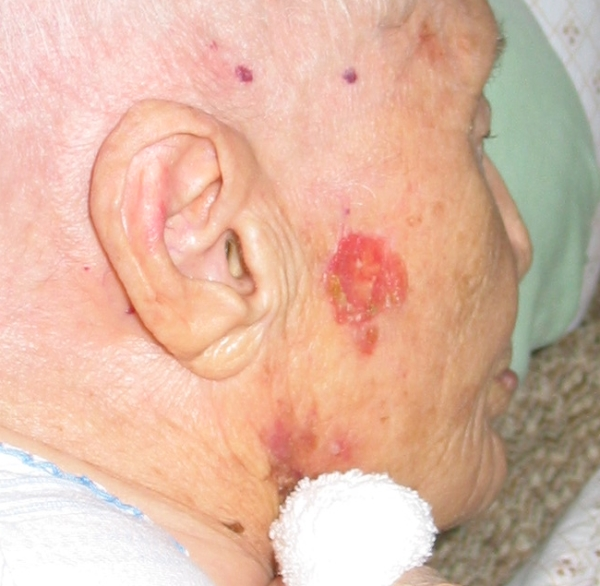
Basalioma

Os tumores neoplásicos são qualquer massa de células que surge por divisão inapropriada de uma célula mãe original (multiplicação clonal), na qual a expressão dos genes que regulavam essa divisão estão alterados. Cancro é entendido como a grave situação patológica clínica que é gerada por uma neoplasia, a qual é classificada como maligna devido à situação clínica potencialmente fatal que origina.
O tumor maligno ou cancro distingue-se do tumor benigno principalmente porque o primeiro põe a vida do doente em risco mas o segundo geralmente não. A grande maioria dos tumores malignos é invasivo, e é a sua infiltração progressiva de estruturas adjacentes, ou distantes através de metástases que cria disfunções nos órgãos invadidos e reacções imunitárias às lesões que levam à insuficiência ou má função de órgãos vitais e à morte. No entanto nem todos os cancros são invasivos. Alguns tumores são considerados malignos apesar de serem em tudo semelhantes aos benignos porque produzem graves danos pela produção de hormonas (e.g. feocromocitoma), enquanto outros comprimem órgãos devido às limitações ao seu crescimento como tumores do cérebro que não se podem expandir devido ao crânio e acabam comprimindo o cérebro, o que resulta em morte (devido a asfixia após disfunção do centro respiratório na maioria dos casos).
As neoplasias benignas em geral não se transformam em malignas, apesar de existirem numerosas excepções, e portanto podem ser mantidas no corpo do paciente, mas geralmente recomenda-se a retirada por motivos estéticos.
No entanto em casos raros as neoplasias de comportamento benigno podem levar à morte, se o seu crescimento local, por azar, comprimir mecânicamente uma artéria, veia ou nervo importante, por exemplo.
As células cancerosas podem ainda se soltar do tecido neoplásico original e, através da corrente sangüínea, linfática ou através de outros liquidos (peritoneal, pleural) instalar-se em outros órgãos distantes da localização inicial, as metástases. A metastização constitui a fase do câncer cujo tratamento é mais difícil e quando é obtido menos sucesso na recuperação de pacientes. O paciente com câncer deve, sempre que possível, ser operado o mais rapidamente possível para a extração do tecido ou do órgão afetado, seguido de um tratamento de quimioterapia ou radioterapia.

## Cancro como doença genética
O cancro é fundamentalmente uma doença genética. Em células normais, o crescimento celular é controlado por diversos factores, ou hormonas, libertadas por células adjacentes ou distantes. Deste modo um tecido consegue crescer ou atrofiar em resposta a demandas aumentadas ou diminuidas da sua função.
Há vários fatores que promovem o crescimento e multiplicação celulares, sistémicos como a hormona do crescimento, hormonas da tiróide (t3/t4), insulina, e factores locais como citocinas.
A progressão do cancro não é mais que a inactivação de determinados genes e a hiperexpressão de outros, dando origem a células largamente independentes da regulação local e central do organismo, que se dividem sem inibição. Outras mutações noutros genes poderão então dar às células neoplásicas novas capacidades invasivas, já que todas as células do organismo possuem o genoma completo e portanto a capacidade de produzir qualquer proteína, desde que os genes correspondentes sejam activados (neste caso por mutação). Assim, uma célula da cartilagem (condrócito) neoplásica pode sofrer mutação que lhe permite formar proteínas que provocam a formação de novos vasos sanguineos, apesar de este gene nunca ser expressado na célula normal.
Várias síndromes de cancro familiares são causados pelo facto de que nessas famílias algum gene importante na progressão ou iniciação tumoral já estar mutado. Mais frequentemente estão mutados os genes de supressão tumoral (ver adiante) em que são necessários duas mutações em ambas as cópias (uma do pai, outra da mãe) para haver inactivação. Se o indivíduo herdar do pai uma cópia defeituosa, é muito mais fácil ocorrer apenas a mutação na cópia materna que nos dois alelos.
Um dos factos mais intrigantes em oncologia é a restrição de determinadas mutações a determinados tipos de cancro. Quase todos os cancros têm apenas uma, duas ou três vias de progressão com mutações de determinados genes, enquanto noutros órgãos a progressão se dá por mutações em genes diferentes. Este facto será talvez porque em determinados tecidos funcionam principalmente determinados oncogenes e genes supressores tumorais, e não outros, mas a causa exacta permanece obscura.

## DNA e mutações
A atividade de cada célula de ou tecido é dirigida pelo seu DNA. Ao longo da embriogénese, à medida que células cada vez mais diferenciadas se originam do zigoto, alguns genes tornam-se activos enquanto outros são silenciados, de acordo com a função final da célula. Mas cada célula mantém sempre uma cópia do genoma completo no seu núcleo. As cadeias de DNA são frágeis e facilmente são modificadas por químicos ou radiação. Existem contudo proteínas reparadoras de erros do DNA que reduzem a taxa de erros ou mutações a um mínimo. A maior quantidade de erros ocorre quando da divisão celular, devido à necessidade de duplicar cada cromossoma, de modo a que cada célula filha tenha uma cópia. Continuam, contudo a ser feitos alguns erros, uma simples base movida já constitui uma mutação. Ao longo da vida milhões de células do nosso corpo sofrem pequenas mutações, essas células normalmente se autodestroem ordenados pela actividade de proteínas geradas a partir de genes antitumorais do DNA como por exemplo o p53.
Nenhuma célula se torna neoplásica apenas com uma mutação. Normalmente são necessárias várias para haver desregulação do ciclo celular e proliferação excessiva, e ainda mais outras para que haja invasão dos órgãos adjacentes ou distantes.
A mutação não-letal do DNA constitui a origem do cancro. Qualquer célula se for sujeita a lesões extensas no seu DNA morre, uma vez que genes fundamentais à sua sobrevivência serão lesados. As células estão mais vulneráveis às mutações quando da divisão celular com duplicação do DNA. É esta a base da radioterapia: se as células tumorais se dividem muito mais rápido serão mais vulneráveis à radiação letal. Contudo a radiação ou outros insultos em pequenas quantidades menos provavelmente danificarão genes fundamentais, mas com igual probabilidade afectarão genes que estejam envolvidos na regulação da proliferação celular.
O DNA é um polímero com quatro tipos diferentes de bases: adenina, timina, guanina e citosina. A série de bases é traduzida em sequências proteicas de acordo com os tipos de bases (cada aminoácido corresponde a uma série de três bases). Diferentes sequências de aminoácidos com diferentes propriedades químicas leva a diferentes comportamentos das proteínas. A substituição ou eliminação de uma única base pode levar a proteínas diferentes, mais quantidade produzida de uma proteína ou silenciamento do gene.
Outros tipos de mutações são as quebras cromossómicas, que são reparadas por vezes com troca dos fragmentos quebrados em cromossomas diferentes do habitual, com efeitos a nível da expressão génica.
Existem várias proteínas que corrigem os erros no DNA. Se os genes destas proteínas sofrerem mutações, elas podem ser inutilizadas, ocorrendo maior taxa de mutações subsequente – fenômeno denominado instabilidade genética.
Neste processo ocorre processos de Neoplasia benignos e malignos.

## Causas das mutações
A mutação do DNA pode ser devida a vários factores:
1. Radiação: a radiação UV provoca directamente danos do DNA, com formação de dímeros de bases. Estes são corrigidos sem problemas a maioria das vezes, mas podem ser reparados erroneamente com substituição por uma base diferente. A radiação de alta energia (raios gama, beta e alfa) também causam mutações. A origem mais significativa desta radiação não são as centrais ou acidentes nucleares, mas sim a radiação cósmica.
2. Hidrocarbonetos policíclicos aromáticos: os hidrocarbonetos como aqueles presentes em qualquer tipo de fumo (tabaco principalmente), causam mutações no DNA. São os mais potentes carcinogénios presentes em significativa concentração nos ambientes humanos.
3. Outros químicos: por exemplo arilaminas (corante industrial) no cancro da bexiga, aflatoxina (toxina de fungo presente em alguma comida bolorenta) no carcinoma hepatocelular.
4. Irritação crónica: a irritação crónica com morte e divisão celulares constantes leva a maior taxa de mutações devido à maior probabilidade de erros no DNA quando da sua replicação durante a divisão celular. Por exemplo a Hepatite crónica por alcoolismo, a pancreatite crónica por alcoolismo ou a cistite crónica por infecção.
5. Vírus: alguns vírus causam mutações no DNA ao inserirem o seu genoma no da célula de forma arbitrária, ou ao produzirem proteínas que estimulam a proliferação da célula a partir de oncogenes do genoma do próprio vírus. Alguns exemplos são o vírus Epstein-Barr, que causa a doença do beijo (alguns tipos de linfomas e carcinomas nasofaringeais), Papilomavirus, que causa a verruga e o condiloma acuminado (carcinomas do pénis e colo do útero), HTLV-1 (linfoma de células T), virús da Hepatite B e C (carcinoma hepatocelular), vírus do sarcoma de Kaposi (um vírus da família do Herpes que causa cancro nos vasos de imunodeprimidos, em especial na SIDA/AIDS).
6. Bactérias: a infecção do estômago crónica com Helicobacter pylori predispõe ao desenvolvimento de cancro do estômago e a linfomas associados à mucosa (MALTomas).

De uma forma ou de outra, o tumor é basicamente iniciado quando há um dano no DNA, ou ADN (Portugal) causado por quaisquer dos fatores acima, e que não é reparado por sistemas de reparação de DNA existentes em todas as células, gerando uma mutação. Dependendo do local em que a mutação ocorre na molécula de DNA, este defeito pode causar um desequilíbrio no ciclo celular, desencadeando uma reprodução acelerada e descontrolada de células.